# Langa (distrito)
O Distrito peruano de Langa é um dos trinta e dois distritos que formam a Província de Huarochirí, situada no Departamento de Lima, pertencente a Região Lima, na zona central do Peru.

## Transporte
O distrito de Langa é servido pela seguinte rodovia:
- LM-117, que liga o distrito à cidade de Cieneguilla
- LM-118, que liga o distrito à cidade de Santa Cruz de Cocachacra
- LM-119, que liga o distrito de Santa Anita à cidade de Sangallaya[1][2][3]